# Franz von Paula Gruithuisen
Franz von Paula Gruithuisen, född 19 mars 1774 på slottet Haltenberg vid Lech, död 21 juni 1852 i München, var en tysk läkare, astronom och naturforskare.
Gruithuisen började 1801 idka grundligare studier i filosofi och medicin samt utnämndes 1826 till professor i astronomi vid Münchens universitet. Han var motståndare till den teleologiska principen i naturvetenskapen och utmärkte sig som skicklig mikroskopist. Före Jean Civiale uppfann han (1812) ett instrument för krossning av blåssten (cystolit). 
Han förstod tidigt hur månens kratrar uppstått, men framlade även i kraftig motvind idéer, utifrån observationer, om byggnadsverk på månen och festivaleldar på Venus.